# Olinto Cremaschi
Olinto Cremaschi (Soliera, 17 agosto 1899 – Soliera, 31 agosto 1974) è stato un politico e partigiano italiano.
È stato deputato all'Assemblea Costituente, e deputato alla Camera nella I e II legislatura.

## Biografia
Giovane militante socialista e, poi, comunista dalla fondazione di questo partito, nel 1921 Olinto Cremaschi fondò a Soliera la sezione locale del Partito Comunista d'Italia, organizzando le lotte contadine contro i latifondisti.
Durante il regime mussoliniano, fu un attivo antifascista: il 6 novembre 1930 venne arrestato e condannato nel 1931 dal Tribunale speciale per la difesa dello Stato alla pena di cinque anni di reclusione, che non scontò completamente per la sopravvenuta amnistia decennale del novembre 1932. Già nel 1933, il giovane contadino finiva di nuovo nelle mani della polizia politica e veniva confinato per 4 anni, poi ridotti a due, sull'isola Ponza, a cui si aggiunsero ulteriori 10 mesi per violazione al regolamento dei confinati. Ritornò in libertà il 10 luglio 1936.
Dopo l'8 settembre 1943 Cremaschi fu tra i responsabili della Resistenza nel Modenese, organizzando le basi clandestine presso le case dei contadini comunisti, dove venivano nascosti prigionieri di guerra e partigiani. Nominato responsabile del PCI nella 3ª, 4ª e 5ª zona, organizzò la Resistenza contadina e fu lui stesso un partigiano combattente.
Nel dopoguerra gli fu affidata la Segreteria della Confederterra modenese e venne eletto all'Assemblea Costituente. Eletto di nuovo con il PCI per le prime due legislature repubblicane nel 1948 e 1953 nella circoscrizione di Parma, si occupò principalmente di questioni agrarie e previdenziali.
Nel 1958, conclusa l'esperienza parlamentare, fu nominato presidente dell'Alleanza delle cooperative modenesi e membro del Consiglio della Centrale del latte di Modena. In seguito fu socio attivo dell'Associazione nazionale dei perseguitati politici e dell'Associazione nazionale dei partigiani d'Italia. Dal 1966 al 1970 fu anche presidente dell'Alleanza provinciale dei contadini.
Morì nella sua città natale all'età di 75 anni. Il suo archivio è conservato presso l'Istituto per la storia della Resistenza e della civiltà contemporanea di Modena.
In sua memoria è dedicata una strada della località Villanova, nel comune di Modena.